# Bodenverkehr
Bodenverkehr (englisch: ground traffic) bezeichnet in der Luftfahrt sämtliche Rollbewegungen sowohl von Kraftfahrzeugen als auch von den Luftfahrzeugen innerhalb des abgegrenzten Areals eines Flughafens oder Landeplatzes.

## Rollbewegungen am Boden
Ankommende Flugzeuge nehmen noch auf der Start- und Landebahn eine Abzweigung auf das Rollfeld und werden, bei Bedarf mit einem Lotsenfahrzeug, zu ihrer Parkposition entweder auf dem Vorfeld (Flughafen) oder an einen Flugsteigfinger geführt.
Abgefertigte Flugzeuge müssen sich von ihrer Parkposition selbständig auf den Weg über das Rollfeld zur für sie vorgesehenen Startbahn machen, um von dort den Flughafen zu verlassen.
Dabei haben Flugzeuge absoluten Vorrang und dürfen in ihrer Rollbewegung nicht behindert werden. Sie rollen eine durchgezogene Mittellinie entlang, die sie mit ihrem Bugrad genau einhalten müssen. Diese Linie beschreibt auch den Radius bei Kurvenbewegungen am Boden und weist ihnen den Weg. Jede mögliche Abzweigung ist namentlich gekennzeichnet (benannt), um Missverständnisse auszuschließen.
Querende andere Fahrzeuge müssen an der Haltlinie warten, bis ein Flugzeug vorüber gerollt ist und sie entweder über Funk die Anweisung zur Fortsetzung ihrer Fahrt erhalten oder der zu querende Bereich frei ist. Dann müssen sie recht zügig queren. Die Querung ist unter diesen Voraussetzungen nur an den gekennzeichneten Stellen der aufgezeichneten Verkehrswege erlaubt.

## Rechtliches
Sämtliche Fahrzeugbewegungen müssen mit der Vorfeldaufsicht abgestimmt werden. Eine Einfahrt auf das Vorfeld ist nur Bediensteten und Gästen mit Einfahrt-Berechtigungskarte möglich. 